# Tápióbicske
Tápióbicske è un comune dell'Ungheria di 3.419 abitanti (dati 2001) situato nella contea di Pest, nell'Ungheria settentrionale.